# Вільгельм Шульце (підводник)
Вільгельм Шульце (нім. Wilhelm Schulze; 27 липня 1909, Дортмунд — ?) — німецький підводник, корветтен-капітан крігсмаріне.

## Біографія
1 квітня 1928 року вступив в рейхсмаріне. З 1 жовтня 1932 по 3 жовтня 1935 року — дивізійний офіцер на лінкорі «Гессен». З серпня 1938 року — торпедний офіцер на важкому крейсері «Адмірал Шеер». З 1 липня по 31 жовтня 1941 року пройшов курс підводника, 1-28 листопада — курс командира підводного човна, з 29 листопада 1941 по лютий 1942 року — командирську практику на підводному човні U-71. З 14 березня 1942 по 23 березня 1943 року — командир U-177. Одночасно з 24 березня по жовтень 1942 року — командир U-98, на якому здійснив 2 походи (разом 133 дні в морі). 10 серпня 1942 року на міні, встановленій U-98, підірвався американський мінний тральщик USS Bold (AMc-67) водотоннажністю 185 брт. Корабель отримав легкі пошкодження і продовжив плавання, ніхто з членів екіпажу не постраждав. З листопада 1942 року — референт ОКМ в Кілі, з жовтня 1944 року — торпедної інспекції. В травні 1945 року взятий в полон британськими військами. В серпні 1945 року звільнений.

## Звання
- Кандидат в офіцери (1 квітня 1928)
- Морський кадет (10 жовтня 1928)
- Фенріх-цур-зее (1 січня 1930)
- Оберфенріх-цур-зее (1 квітня 1942)
- Лейтенант-цур-зее (1 жовтня 1932)
- Оберлейтенант-цур-зее (1 вересня 1934)
- Капітан-лейтенант (1 червня 1937)
- Корветтен-капітан (1 вересня 1942)

## Нагороди
- Медаль «За вислугу років у Вермахті» 4-го класу (4 роки)
- Залізний хрест
  - 2-го класу (1 квітня 1941)
  - 1-го класу (червень 1941)
- Нагрудний знак підводника (22 січня 1942)